# Naata Nungurrayi
Pour les articles homonymes, voir Nungurrayi.
 (juillet 2025).
Si vous disposez d'ouvrages ou d'articles de référence ou si vous connaissez des sites web de qualité traitant du thème abordé ici, merci de compléter l'article en donnant les références utiles à sa vérifiabilité et en les liant à la section « Notes et références ».
Naata Nungurrayi est une femme peintre aborigène d'Australie, née vers 1932 à l'ouest de Pollock Hills en Australie-Occidentale. Elle fait partie du groupe tribal/langage Pintupi/luritja/Ngaatjarra.

## Biographie
Née dans le "bush", elle a connu la vie des nomades chasseurs-collecteurs du désert de Gibson jusque dans les années 1960. Son groupe a alors rejoint Papunya, le centre de sédentarisation des populations aborigènes du désert créé dans le cadre de la "politique d'assimilation".
Naata appartient à une famille d'artistes : elle est la sœur de Nancy Ross Nungurrayi et de George Tjungurrayi, et la mère de Kenny Williams Tjampinjimpa et de Tituan Ross, tous, comme elle-même, artistes de renom.
Naata a commencé à peindre dans les années 1990. Son "Tjukurrpa" (son répertoire de mythes) a trait aux cérémonies féminines qui célèbrent le point d'eau sacré de "Marrapinta", situé à l'ouest de Kiwirkurra.
Une œuvre de Naata a servi à imprimer un timbre australien officiel en 2003.
Naata Nungurrayi fait partie des 10 artistes aborigènes vivants les plus collectionnés dans le monde.

## Lieux d'exposition
- National gallery of Victoria
- Australian Institute for Aboriginal and Torres Strait Islander Studies
- Genesis and genius, Art Gallery of New South wales
- Flinders art Gallery, Adelaide
- Aboriginal Art Museum of Netherland